# Kreye
I Kreye (o anche Krem-Ye) sono un piccolo gruppo etnico, vicino all'estinzione, del Brasile che ha una popolazione stimata in circa 30 individui nel 1995. Parlano la lingua Kreye (codice ISO 639: XRE) e sono principalmente di fede animista. Sono anche detti Krem-Ye, Crenge, Crange, Creye, Crenye, Taze e Tage.
Vivono nello stato brasiliano del Maranhão. 